# Oberkommando des Heeres

Bandeira do comandante de fevereiro de 1938 a dezembro de 1941.

Oberkommando des Heeres ou OKH (Alto Comando do Exército) foi parte da estrutura do Oberkommando der Wehrmacht (OKW) durante a Segunda Guerra Mundial. Em teoria, quartel general supremo do exército alemão ainda que nos últimos tempos da guerra sua função mais importante foi o comando operacional da frente oriental, enquanto o OKW comandava de fato a frente ocidental.
Conforme a tradição militar alemã, o planejamento das campanhas bélicas era responsabilidade do Estado Maior do Exército de Terra, enquanto o OKH assumia uma função operativa. Teoricamente o OKH devia estar subordinado ao OKW (onde participavam também a marinha de guerra e a força aérea) mas a importância crucial do Exército de Terra (Heer) na luta contra a URSS fez com que o OKW exercesse um controle puramente nominal sobre as atividades bélicas da frente oriental, sendo que o OKH assumiu maiores responsabilidades a partir de junho de 1941, deixando muito pouca margem à Luftwaffe ou a Kriegsmarine para participar no planejamento ofensivo.
De 1935 a 1938 o OKH foi dirigido por Werner von Fritsch, de 1938 ao 19 de dezembro de 1941 pelo Marechal Walther von Brauchitsch. O fracasso da ofensiva alemã contra Moscou na Operação Barbarrossa induziu que Hitler despedisse Brauchitsch da chefia do OKH, assumindo o próprio Hitler a direção do planejamento militar (ainda que ele não fosse militar de carreira). Seu comando entretanto levou a desastrosas derrotas do exército alemão na frente leste, e em pouco tempo, na frente oeste. Hitler se manteve como o chefe do OKH até 30 de abril de 1945, data de sua morte.
A esta altura, a maquinaria militar alemã quase tinha colapsado, mas ainda assim Hitler designou em seu testamento que a partir deste dia a chefia do OKH passasse ao marechal Ferdinand Schörner. Porém ele jamais exerceu o comando efetivo, e se manteve cercado com as tropas que dirigia nos arredores de Praga. Aliás, a chefia oficiosa da quase aniquilada Wehrmacht recaiu praticamente no general Wilhelm Keitel, chefe do OKW, e no general Alfred Jodl, chefe do Estado Maior do OKW, quem assinou a rendição incondicional do Terceiro Reich em 8 de maio de 1945.